# Siteroptes crossi
Siteroptes crossi är en spindeldjursart som beskrevs av Sandór Mahunka 1969. Siteroptes crossi ingår i släktet Siteroptes och familjen Siteroptidae. Inga underarter finns listade i Catalogue of Life.